# Vera Kholodnaïa
Vera Vassilievna Kholodnaïa (en russe : Вера Васильевна Холодная, Vera Vassilievna Kholodnaïa ; en ukrainien : Віра Василівна Холодна, Vira Vassylivna Kholodna) est une actrice de cinéma muet ukrainien,, née le 5 août 1893 à Poltava dans l'Empire russe (aujourd'hui en Ukraine), morte le 16 février 1919 à Odessa. Elle est la première « reine de l'écran » du cinéma russe.

## Biographie
Vera Kholodnaïa reçoit une formation de danseuse dans l'école de ballet du Bolchoï et épouse un juriste à l'âge de 17 ans.
Sa carrière cinématographique se déroule de 1914 à 1918. Elle débute comme figurante et joue un rôle mineur dans Anna Karénine de Vladimir Gardine en 1914. Sa carrière est véritablement lancée en 1915 lorsqu'elle tourne avec le cinéaste Evgueny Bauer, dans le Chant de l'amour triomphant, d'après l'œuvre d'Ivan Tourguéniev, film où elle joue le rôle principal. En 1918 elle joue dans l'un des plus grands succès de l'époque, Molchi, grust... molchi (Tais-toi, ma tristesse, tais-toi) de (et avec) Piotr Tchardynine.
Vera Kholodnaïa a joué un certain nombre de rôles typiques du mélodrame des débuts du cinéma russe, rôles dans lesquels une jeune femme cherche à s'élever socialement, mais échouant dans sa tentative tout en étant rejetée par son milieu d'origine. C'est le cas dans Mirages en 1915, où l'héroïne, lectrice pour un milliardaire, s'éprend du fils de ce dernier, ou encore dans Tais-toi, ma tristesse, tais-toi.
Elle meurt de la grippe espagnole en 1919 à l'âge de 25 ans. Renommée pour la beauté de ses yeux, Vera Kholodnaïa a été l'actrice la plus adulée du public à son époque. Première et seule véritable étoile du cinéma muet russe, elle était appelée « la reine de l'écran ». Alexandre Vertinski, qui a joué avec elle, lui a consacré l'une de ses chansons, Vashi paltsy pakhnut ladanom.
De la quarantaine de films dans lesquels elle a joué, il n'en subsiste plus aujourd'hui que quatre ou cinq.

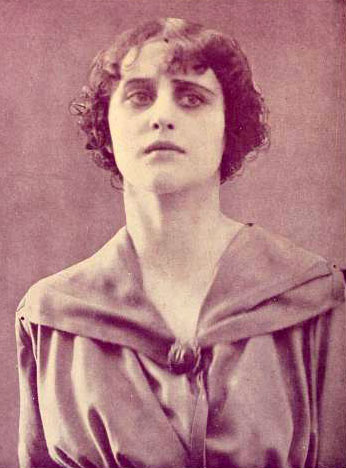
Vera Kholodnaïa en 1917.
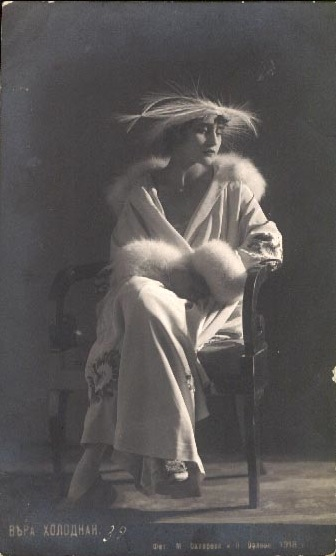
Vera Kholodnaïa en 1918.
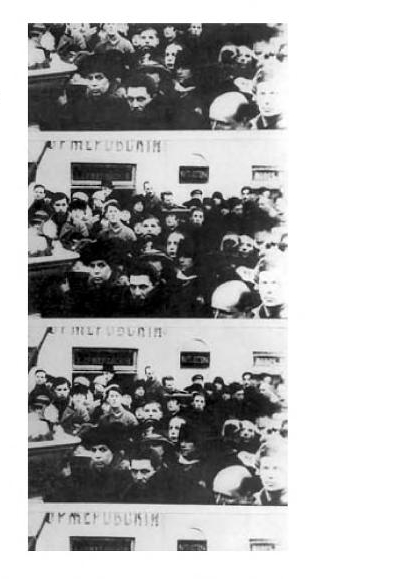
Funérailles de Vera Kholodnaïa à Odessa, en 1919, filmées par le cinéaste Piotr Tchardynine.

## Postérité

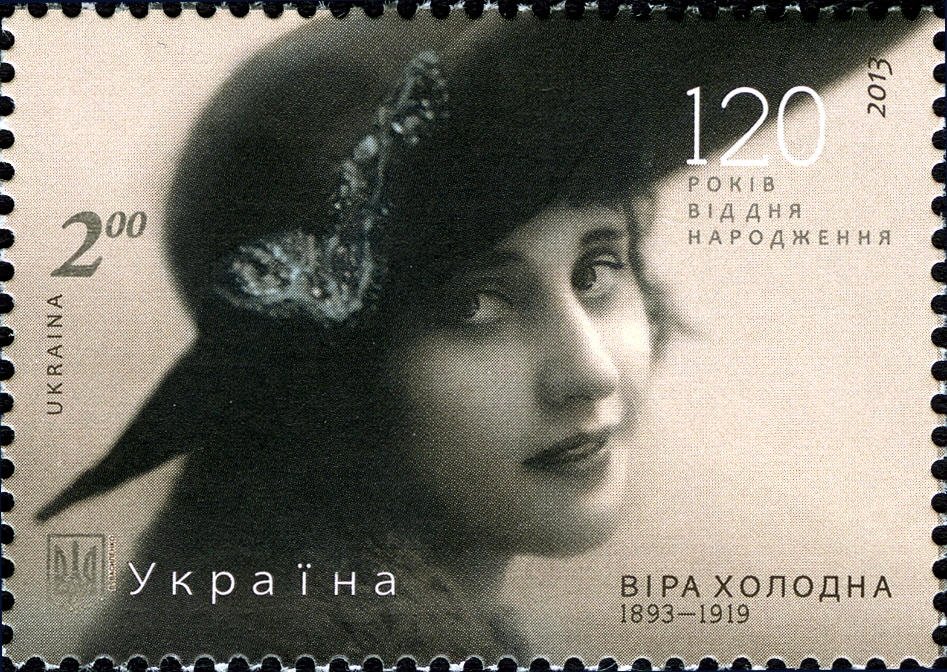
Timbre ukrainien à son effigie.

Oleg Kovalov a réalisé un film sur Vera Kholodnaïa, L'Île des morts, en 1993, mêlant documentaire, fiction et animation.

## Filmographie
- 1914 : Anna Karénine de Vladimir Gardine
- 1915 : Le Chant de l'amour triomphant (Pesn torjestvouiuchei liubvi) d'Evgueny Bauer : Elene
- 1915 : Les Enfants du siècle (Dieti Vieka) d'Evgueny Bauer : Maria
- 1915 : Mirages (Mirazhi) de Piotr Tchardynine : Marianna
- 1916 : Une vie pour une vie d'Evgueny Bauer : Nata
- 1918 : Tais-toi, ma tristesse, tais-toi (Molchi, grust... molchi) de Piotr Tchardynine : Paula